# Glatze

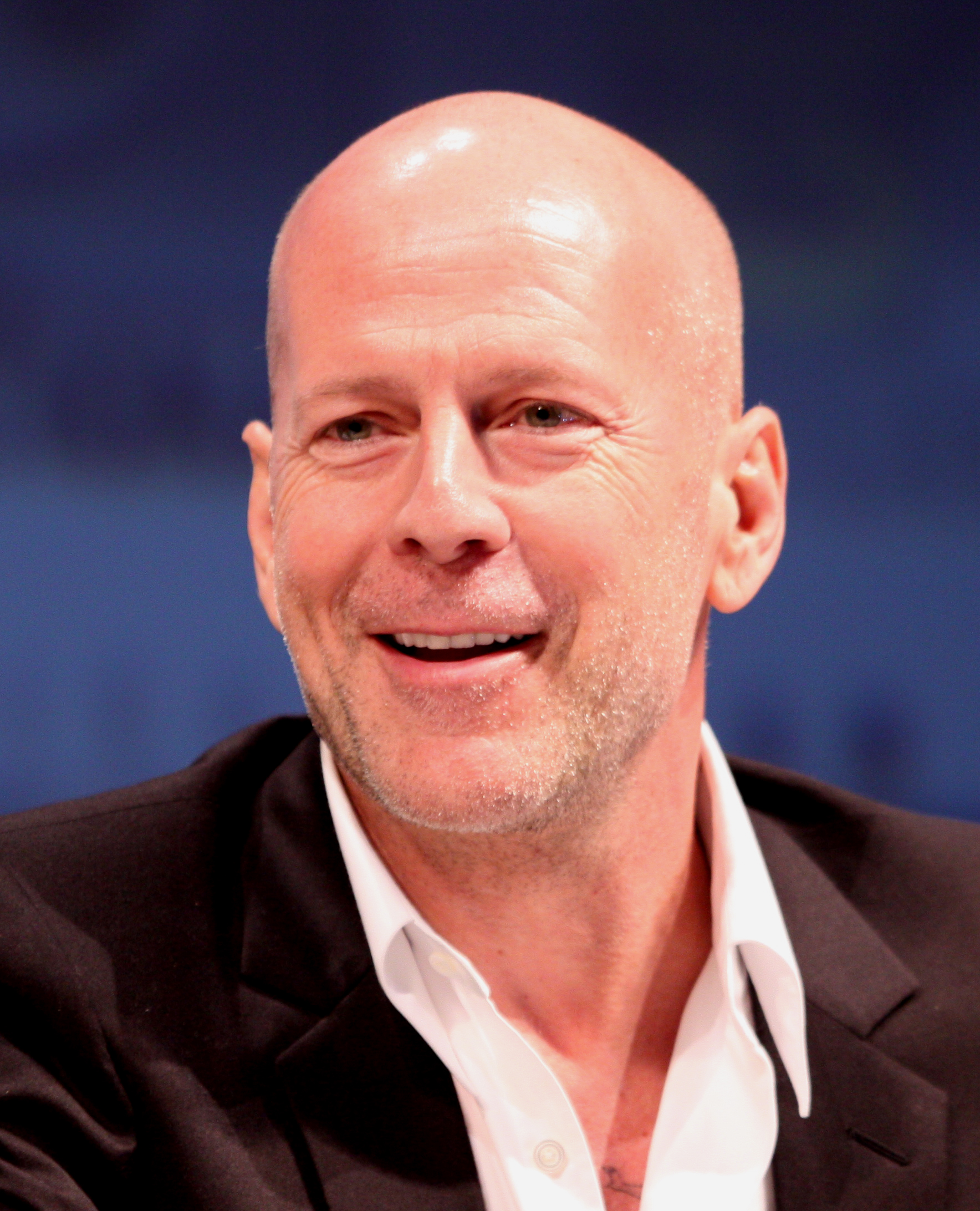
Bruce Willis mit Glatze

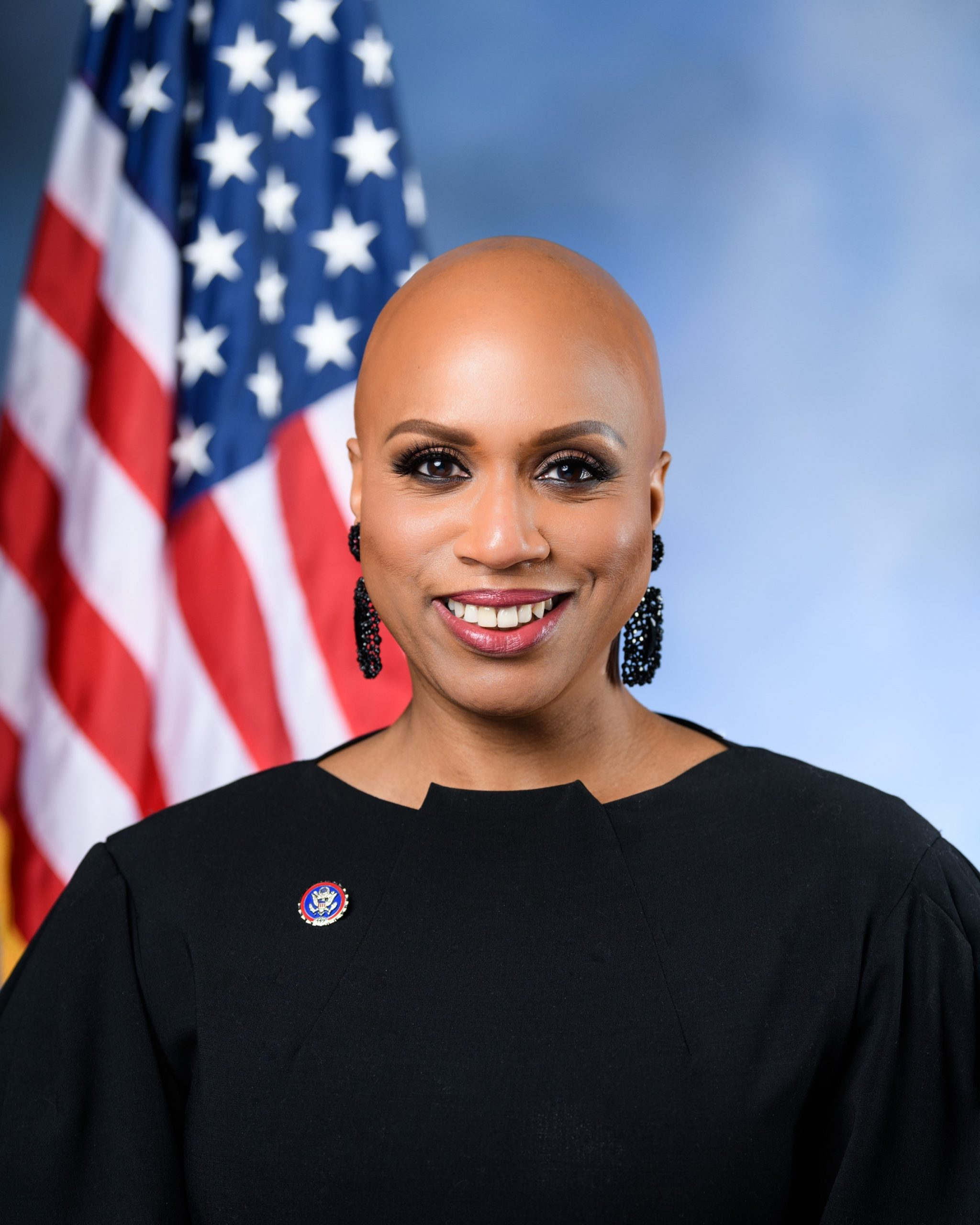
Abgeordnete des Repräsentantenhaus der Vereinigten Staaten Ayanna Pressley

Als Glatze (auch Kahlkopf, umgangssprachlich auch Platte oder Fleischmütze) bezeichnet man die Oberseite des menschlichen Kopfes, wenn auf ihm keine Haare vorhanden sind oder diese abrasiert wurden.
Die altersbedingte Glatze, die vor allem beim Mann und selten bei der Frau (nach deren Menopause) vorkommt, wird in westlichen Kulturen oft negativ beurteilt: Sie gilt als Zeichen von Alter und bisweilen als unattraktiv. Der Haarausfall beim Mann (auch androgenetischer Haarausfall) beginnt meist mit Geheimratsecken und nimmt Verlaufsformen an, die durch das Hamilton-Norwood-Schema beschrieben sind. Beim nicht geschlechts- oder altersspezifischen Haarausfall (Alopecia areata) kann ausgehend von kleinen haarlosen Flecken in wenigen Monaten eine vollständige Glatze entstehen. Dies betrifft auch Kinder.
Durch einige Medikamente, wie beispielsweise Zytostatika, ionisierende Strahlung und verschiedene Erkrankungen wie das Sezary-Syndrom kann ebenfalls eine Glatze entstehen. Im Gegensatz zur natürlichen Glatze fallen dabei in der Regel aber auch alle anderen Körperhaare aus.

## Kulturelle Bedeutung
Langes Haar gilt von alters her als Zeichen der Fruchtbarkeit und Vitalität. Die freiwillige Glatze dagegen ist oft ein bewusstes Erkennungsmerkmal, in religiösem Kontext als Zeichen der Askese, bei Soldaten, bei Frauen zur Unterstreichung der Androgynität. So ist eine Kopfschur auch Zeichen der ausdrücklichen Zugehörigkeit zu einer Subkultur, so bei Skinheads (die allerdings traditionell eher kurz geschorenes Haar tragen), in einigen homosexuellen Kreisen oder bei religiösen Gruppen, wie bei buddhistischen Mönchen, früher auch als Tonsur bei christlichen Mönchen. In vielen Armeen diente das Scheren einer Glatze als Initiationsritus. Seit einigen Jahren ist es aber auch bei Männern in Mode gekommen, sich die Haare vollständig zu scheren, vor allem dann, wenn schon leicht kahle Stellen vorhanden sind und dies mit der kompletten Glatze verborgen werden soll.
Zum anderen ist aber die (unfreiwillige) Kopfschur als Strafe bekannt, um Menschen zu strafen, öffentlich bloßzustellen, anzuprangern oder zu demütigen. Beispielsweise schoren Résistance-Kräfte in Frankreich etwa ab 1943 Frauen, denen sie ein zu enges Verhältnis zu Wehrmachtssoldaten vorwarfen (siehe auch: Besatzungskind).

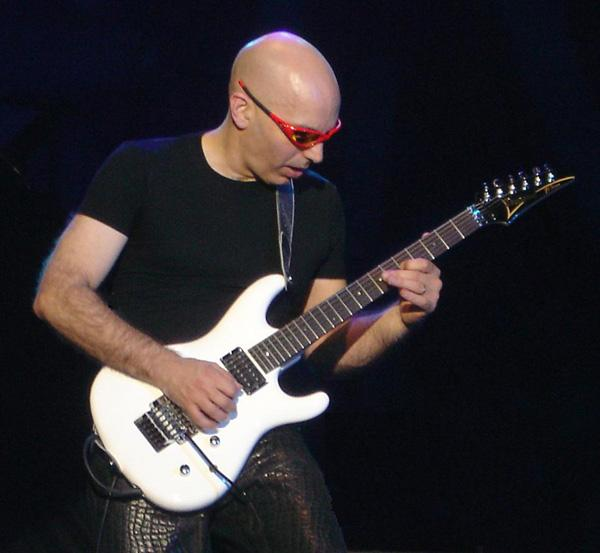
Der Gitarrist Joe Satriani (2005)

Laut einer Studie aus dem Jahr 2012 von Albert Mannes von der Wharton Business School wird die Glatze bei Männern gesellschaftlich mittlerweile anders beurteilt. Er fand heraus, dass die Glatze für Größe, Achtung und Macht steht. Unbehaarte wirken dominanter und kräftiger. Sie wurden im Experiment um durchschnittlich 2,5 cm größer eingeschätzt. Weitere Eigenschaften, die mit Glatze in Verbindung stehen, sind Aggressivität, Männlichkeit, Wettbewerbsstärke und Erfolg. Dagegen wirkten Toupets und überkämmte Haarlücken lächerlich.

## Behandlung
Personen, die ihre Glatze verbergen wollen, haben die Möglichkeit, eine Perücke oder ein Toupet zu tragen sowie lange Strähnen über kahle Stellen zu legen (siehe Comb-Over). Aus den USA kam Mitte der 1990er Jahre die Methode, sich Haare per Haartransplantation auf kahle Stellen übertragen zu lassen. Wird eine Teilglatze als störend empfunden, rasieren sich außerdem manche Männer aus ästhetischen Gründen das verbleibende Kopfhaar ab.
Nur wenige Medikamente sind zur Behandlung von Haarausfall zugelassen. Die meisten haben allerdings nur eine relativ begrenzte Wirksamkeit und helfen darüber hinaus nur bei einem Teil der Betroffenen. 1999 kam das Medikament Propecia gegen erblich bedingten Haarausfall auf den Markt. Finasterid kann Haarausfall bis zu einem gewissen Grad aufhalten, kann aber auch Nebenwirkungen wie Libidoverlust und Impotenz hervorrufen. Außerdem gibt es Minoxidil zum Auftragen auf die Kopfhaut.